# Шутур-Наххунте I
Шутур-Наххунте I (д/н — бл. 1030 до н. е.) — цар Аншану і Суз (Еламу) близько 1055—1030 років до н. е.

## Життєпис
Син царя Хумбан-нумени II. Спадкував старшому брату Шутрук-Наххунте II. Відомий його напис в місцині Кул-е Фарах в горах Загросу. Ймовірно намагався відновити потугудержави, завершивши відновлення єдності. Мав військовий конфлікт з вавилонським царем Мардук-аххе-ерібою, але обставини, причини і наслідки цього не з'ясовано. Війна тривала й за нового вавилонського царя Мардук-зер-....

## Наступники
Йому спадкував Акшир-Шимут, за якого знову почався занепад викликаний вторгненням арамеїв. Тому відомості про цього та наступного царя — Акшир-Наххунте. Останнього було повалено арамеями або касситами, які звели на трон Караіндаша. В результаті Елам розпався, а династія Шутрукідів припинила своє існування. Елам зміг об'єднати новий цар Мар-біті-апла-уцур.